# Буктел (Огайо)
Буктел (англ. Buchtel) — селище (англ. village) в США, в округах Афіни і Гокінг штату Огайо. Населення — 518 осіб (2020).

## Географія
Буктел розташований за координатами 39°27′48″ пн. ш. 82°10′49″ зх. д. / 39.46333° пн. ш. 82.18028° зх. д. (39.463242, -82.180385).  За даними Бюро перепису населення США в 2010 році селище мало площу 1,26 км², з яких 1,26 км² — суходіл та 0,00 км² — водойми.

## Демографія
Згідно з переписом 2010 року, у селищі мешкало 558 осіб у 235 домогосподарствах у складі 152 родин. Густота населення становила 442 особи/км².  Було 266 помешкань (211/км²).
Расовий склад населення:
| - 97,8 % — білих - 1,1 % — чорних або афроамериканців |

До двох чи більше рас належало 1,1 %. Частка іспаномовних становила 1,1 % від усіх жителів.
За віковим діапазоном населення розподілялося таким чином: 21,9 % — особи молодші 18 років, 63,4 % — особи у віці 18—64 років, 14,7 % — особи у віці 65 років та старші. Медіана віку мешканця становила 38,0 року. На 100 осіб жіночої статі у селищі припадало 94,4 чоловіків;  на 100 жінок у віці від 18 років та старших — 97,3 чоловіків також старших 18 років.
Середній дохід на одне домашнє господарство  становив 66 647 доларів США (медіана — 60 063), а середній дохід на одну сім'ю — 78 629 доларів (медіана — 66 429). Медіана доходів становила 57 083 долари для чоловіків та 32 232 долари для жінок. За межею бідності перебувало 12,0 % осіб, у тому числі 9,0 % дітей у віці до 18 років та 6,8 % осіб у віці 65 років та старших.
Цивільне працевлаштоване населення становило 284 особи. Основні галузі зайнятості: освіта, охорона здоров'я та соціальна допомога — 39,1 %, публічна адміністрація — 13,7 %, роздрібна торгівля — 11,6 %.